# Діаманте (річка)
Діама́нте (ісп. Diamante) — річка в аргентинській провінції Мендоса. Витік — однойменне льодовикове озеро, що знаходиться біля вулкану Майпо на аргентино-чилійському кордоні. На річці збудовано дві ГЕС: Агва-дель-Торо і Лос-Реюнос. Її водами також живиться мережа зрошувальних каналів біля міста Сан-Рафаель. Впадає у Ріо-Десагвадеро біля кордону провінцій Мендоса і Сан-Луїс.